# Попрошайка Минни
Попрошайка Минни (англ. Minnie the Moocher) — короткометражный мультфильм 1932 года о Бетти Буп произведённый Fleischer Studios и выпущенный Paramount Pictures.
В 1994 году этот мультфильм стал 20-м в списке 50 величайших мультфильмов всех времён.

## Сюжет
Мультфильм открывается кадром, на котором музыкант Кэб Кэллоуэй со своим оркестром исполняет инструментальную композицию St. James Infirmary. Бетти Буп ссорится со своими строгими родителями-иммигрантами, когда она не хочет есть традиционное блюдо — заячье рагу. Она убегает со своим парнем Бимбо и поёт отрывки песен «They Always Pick on Me», написанную Гарри Фон Тилзером, и «Mean to Me (песня, 1929 год)», написанную Фред Элертом.
Бетти и Бимбо оказываются в пещере, где появляется похожий на моржа призрак (озвучивает Кэллоуэй), который поёт песню «Minnie the Moocher» и танцует под меланхоличную песню. К Кэллоуэю присоединяются другие призраки, гоблины, скелеты и прочие существа. Перед Бетти и Бимбо предстают скелеты, выпивающие в баре; призраки-заключённые, сидящие на электрических стульях; кошка с пустыми глазницами, кормящая своих таких же пустоглазых котят и так далее. Бетти и Бимбо передумывают убегать и спешат вернуться домой, преследуемые упырями. Бетти благополучно возвращается в свой дом и прячется под одеялом на кровати. Пока она трясется от ужаса, записка, которую она ранее написала родителям, рвётся, остаются лишь слова: «Home Sweet Home». В конце фильма Кэллоуэй исполняет инструментальную композицию «Vine Street Blues».

## Актёры озвучивания
- Мэй Куэстел[англ.] и Марджи Хайнс[англ.] в роли Бетти Буп
- Клод Риз в роли Бимпо
- Уильям Пеннелл[англ.] в роли отца Бетти Буп[7]
- Кэб Кэллоуэй в роли Пещерных монстров

## Восприятие
10 января 1932 года ежедневная газета The Film Daily написала: «Этот музыкальный мультфильм Макса Флейшера — один из лучших, созданных на сегодняшний день, с милой Бетти Буп, которая, кажется, с каждым разом становится всё сексуальнее и привлекательнее с её другом Бимбо. Музыкальную часть обеспечивает Кэб Кэллоуэй и его оркестр, и то, что эти ребята не могут сделать с фильмом, не стоит и упоминания. Кэб и его ребята показаны лишь на короткое мгновение в начале фильма. Затем мультяшный персонаж, большой морж со змеиными бёдрами, выписывает извилины под мелодию песни „Минни“. Эффект не может не поразить, особенно тех, кто знаком с творчеством Кэба по радио, на сцене или в ночном клубе. Роль Бетти Буп в действии заключается в том, что она убегает из дома из-за плохих родителей. Вместе с Бимбо она попадает в пещеру, где жуткие фигуры и жуткий шум так напугали их, что они вернулись обратно домой».

## Заметки
- Клипы перерисованной колоризованной версии были использованы в фильме-компиляции Betty Boop for President: The Movie (1980 год).
- В сцене из фильма «Уж кто бы говорил 2» (1990 год) Маленький Микки смотрит этот мультфильм по телевизору.